# Jobst von der Recke
Jobst von der Recke (* um 1490 in Heeren (Kreis Unna); † 1567 auf der Wasserburg in Heeren) war Domherr in Münster und Bischof von Dorpat (heute Tartu) in Livland. 
Seine Eltern waren Goddert von der Recke-Heeren und Elisabeth von Droste. Der Bruder seines Vaters, Johann von der Recke, war seit 1541 Koadjutor und von 1549 bis 1551 43. Landmeister des Deutschen Ordens in Livland. Jobst von der Recke gehörte dem geistlichen Stand an und war Domherr zu Münster.
Durch die Fürsprache seines Onkels wurde er 1543 zum Bischof von Dorpat in Livland gewählt. Jobst residierte auf dem Schloss Dorpat. 1545 nennt er sich „Von Gottes Gnaden erwählter Bischof und Herr des Stiftes Dorpat.“ Er hatte den Rang eines Fürstbischofs. Sein Bischofsstuhl war aus verschiedenen Gründen gefährdet. Eine Invasion der Russen war zu befürchten. Die Tributzahlungen an den Zaren konnten nicht vollständig geleistet werden. Viele angesehene Bürger Dorpats schlossen sich dem Luthertum an. Angesichts dieser präkeren Lage verließ Jobst am 18. April 1552, nach neunjähriger Amtszeit, das Bistum Dorpat, um im westfälischen Münster sein Kanoniat auszuüben. Wie berechtigt seine Befürchtungen um das Schicksal seines Bistums waren, zeigte sich 1558, als die Russen Dorpat eroberten, das Schloss zerstörten und den Nachfolger von Jobst nach Russland verschleppten, wo dieser in der Gefangenschaft starb.
Es wird angenommen, dass Jobst den prekären Bischofsstuhl in Dorpat mit dem einträglichen Bistum Münster tauschen wollte. Er machte sich große Hoffnungen Fürstbischof in Münster zu werden. Aus dem Kreis der Domherren hatte er schon vor dem Tod von Franz von Waldeck entsprechende Hinweise bekommen. Als der Bischofsstuhl in Münster 1553 vakant wurde, bewarb sich Jobst um das Amt. Seine Enttäuschung war groß, als nicht er, sondern Wilhelm Ketteler gewählt wurde. Jobst trat aus dem geistlichen Stand aus und zog sich auf seine Wasserburg Heeren zurück.
1554 heiratete er Johanna von Heiden, eine Klosterjungfrau aus Nottuln. Aus dieser Ehe ging die Erbtochter des Hauses Heeren, Katharina, hervor, die 1606 ein neues Haus errichten ließ, das heutige Wasserschloss Haus Heeren. Jobst von der Recke starb 1567.